# Вільговець рудогорлий
Вільговець рудогорлий (Eminia lepida) — вид горобцеподібних птахів родини тамікових (Cisticolidae). Мешкає в регіоні Африканських Великих озер. Це єдиний представник монотипового роду Рудогорлий вільговець (Eminia).

## Опис

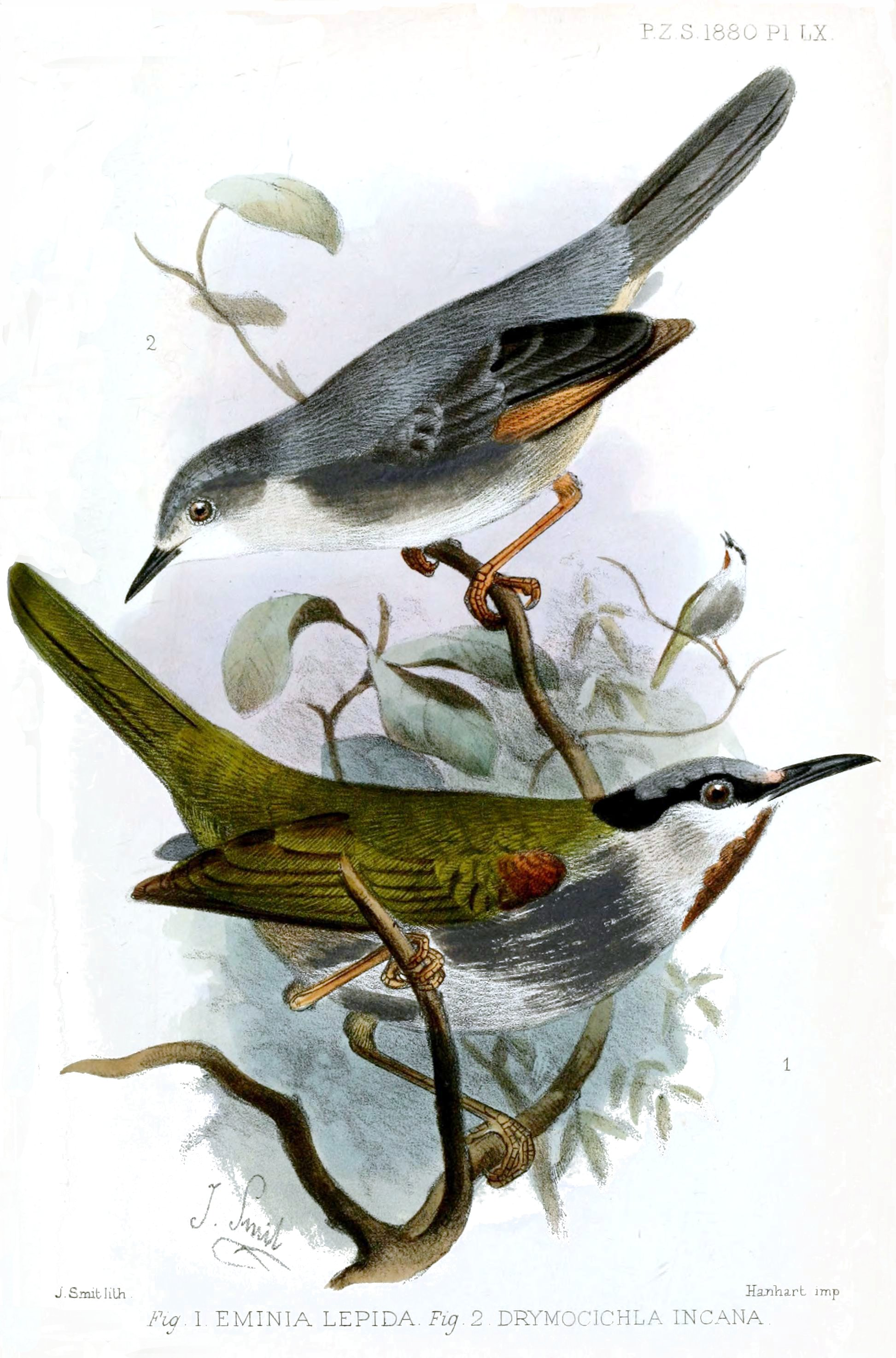
Червонокрил (зверху) і рудогорлий вільговець (знизу)

Довжина птаха становить 15 см, вага 16-24 г. Голова сіра, на потилиці широка чорна смуга, яка переходить на обличчі в чорну "маску". Верхня частина тіла оливково-зелена, нижня частина тіла сіра. На горлі каштанова пляма, третьорядні нижні покривні пера крил каштанові, махові пера темно-коричневі з оливково-зеленими краями. Райдужки червонувато-карі, дзьоб чорний, лапи рожевувато-коричневі. виду не притаманний статевий диморфізм. Молоді птахи мають більш тьмяне забарвлення, пляма на горлі у них блідіша і менша, а очі карі.

## Поширення і екологія
Рудогорлі вільговці мешкають на півдні Південного Судану, в Уганді, Руанді і Бурунді, на сході Демократичної Республіки Конго, в західній і центральній Кенії та в північній Танзанії. Вони живуть в густому підліску на узліссях вологих тропічних лісів, серед ліан, у вологих чагарникових заростях, зокрема на берегах водойм, а також в густих садах. В Кенії птахи зустрічаються на висоті від 500 до 2500 м над рівнем моря. Рудогорлі вільговці віддають перевагу місцевостям з річкою кількістю опадів понад 500 мм.
Рудогорлі вільговці живляться комахами, зокрема метеликами, гусінню, кониками і богомолами, а також павуками, багатоніжками та іншими безхребетними. Вони шукають їжу серед сухого, скрученого листя і в тріщинах кори. Гніздування у рудогорлих вільговців припадає на сезон дощів: в Південному Судані і ДР Конго воно триває з березня по червень і з жовтня по листопад, в Уганді з квітня по травень, в Кенії з травня по серпень і з листопада по січень. Гніздо будується парою птахів, воно має кулеподібну форму з бічним входом і з площадкою перед ним, робиться з переплетених рослинних волокон і листя, встелюється мохом, корінцями, пір'ям і рослинним пухом, підвішується до тонкої гілки або ліани серед густої рослинності, на висоті 1-3 м над землею, часто над водою. Воно часто використовується повторно впродовж наступних сезонів. В кладці 2-3 яйця, інкубаційний період триває 12-13 днів. Насиджують переважно самиці. За пташенятами доглядають і самиці. і самці. вони покидають гніздо через 16 днів після вилуплення. За сезон може вилупитися кілька виводків.